# Houghton Conquest
Houghton Conquest är en civil parish i Storbritannien.   Den ligger i kommunen Central Bedfordshire i riksdelen England, i den södra delen av landet, 70 km norr om huvudstaden London.